# Sébastien de Tramasure
Sébastien de Tramasure, né en 1555-1560 à Lessines (Belgique) et mort le 8 mars 1634 dans cette même ville, est un bourgeois, militaire et marchand lessinois.
Il est connu pour avoir repoussé une invasion de la ville lors de son siège par les Anglais et les Hollandais en 1578, lorsqu’il est Capitaine de la Milice Bourgeoise de la Compagnie de Jeunesse,

## Origines
Les premières traces de la famille de Tramasure remontent en 1260, du côté du village de Silly (Hainaut). Un tabellion mentionne qu'un prénommé Mathieu y achète un terrain avec sa fille. L'homme fut appelé Trans Masura, « au-delà de la Masure ».
Le « de » ne fait donc pas référence à un titre de noblesse. En effet, les Tramasure étaient une famille de marchand et de bourgeois.
On mentionne, toujours à Silly, un Bertrand de Tramasure qui était échevin vers 1287.

## Biographie
Sébastien de Tramasure est né à Lessines en 1555 ou 1560. Il est le fils de Jehan de Tramasure, premier du nom dans cette ville.
Il se marie à quatre reprises et eut 13 enfants : 7 avec Marguerite Vincq, 6 avec Catherine Flameng (noces en 1596), mais aucun avec sa troisième épouse Catherine Baghe (noces en 1624), ni avec la quatrième, Marie Danneau.
Lors du siège de la ville de Lessines par les Anglais et les Hollandais de 1583, il occupait le poste de Capitaine de la Milice Bourgeoise de la Compagnie de Jeunesse.
En 1584, il reçoit par héritage la fonction d’échevin de sa ville. Le poste ne pouvant se transmettre qu’entre hommes, il reçut cette charge grâce à son mariage avec la fille d’un échevin. Sébastien de Tramasure n'a pas été bourgmestre : il ne fut que son lieutenant, c'est-à-dire qu'il remplissait la fonction de maire en l'absence de celui-ci. Il fut également Homme de fief auprès de la cour féodale de Lessines-Flobecq. Il a enfin mené des missions à l'extérieur au nom de la Ville de Lessines.

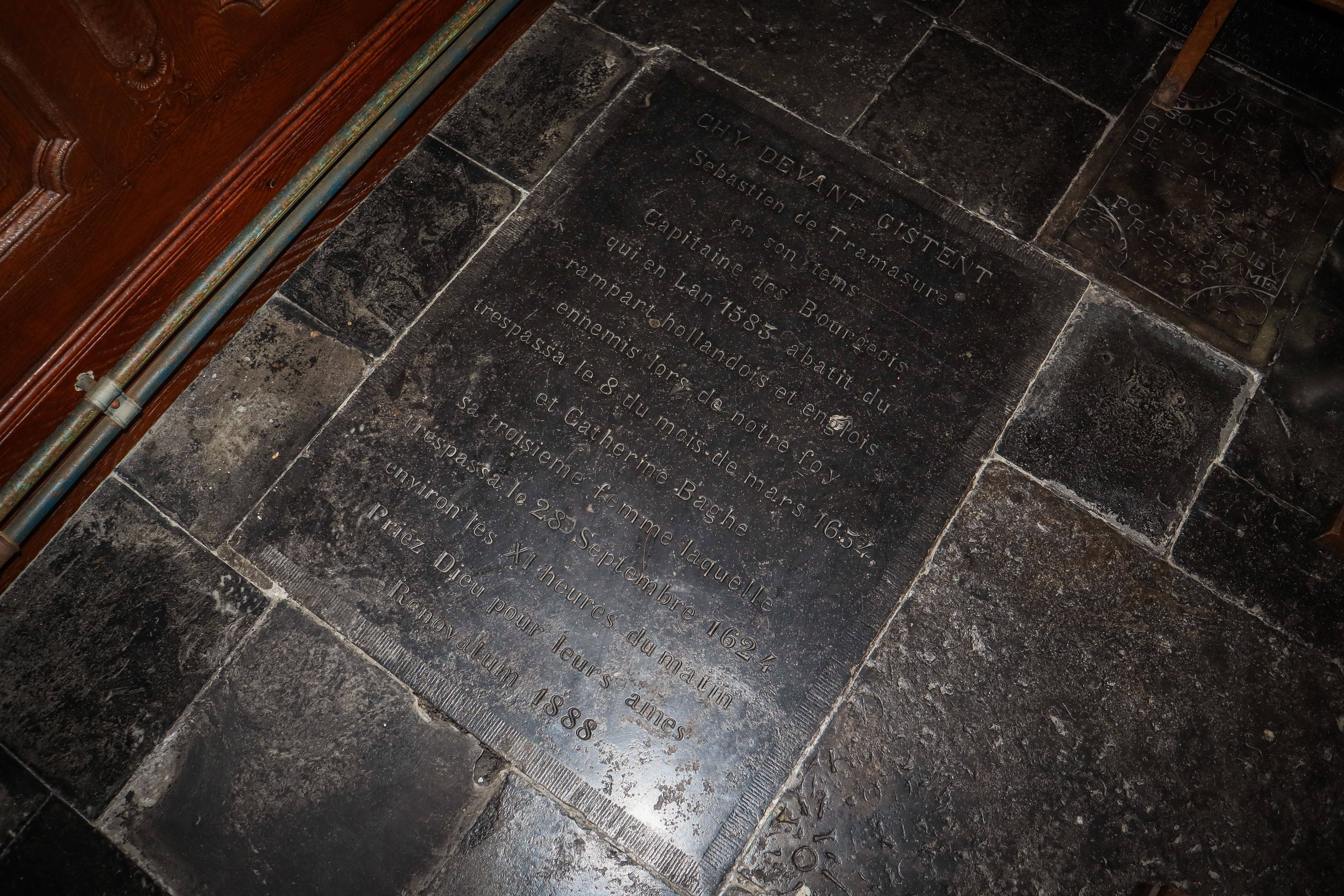
Tombe présumée de Sébastien de Tramasure et de sa troisième épouse Catherine Baghe

Il meurt le 8 mars 1634. Ses restes, ainsi que ceux de sa troisième épouse Catherine Baghe, seraient inhumés dans la chapelle des Sœurs Noires du couvent de la Visitation, à côté de l’église Saint-Pierre. En voici l’épitaphe :
CHY DEVANT GISTENT
Sebastien de Tramasure en son temps Capitaine des Bourgeois qui en Lan 1583 abatit du rampart hollandois et englois ennemis lors de notre foy, trespassa le 8 du mois de mars 1634 et Catherine Baghe sa troisième femme laquelle trespassa 28 septembre 1624 environ les XI heures du matin.
Priez Dieu pour leurs ames.

Renovalum 1888.

### Siège de 1578

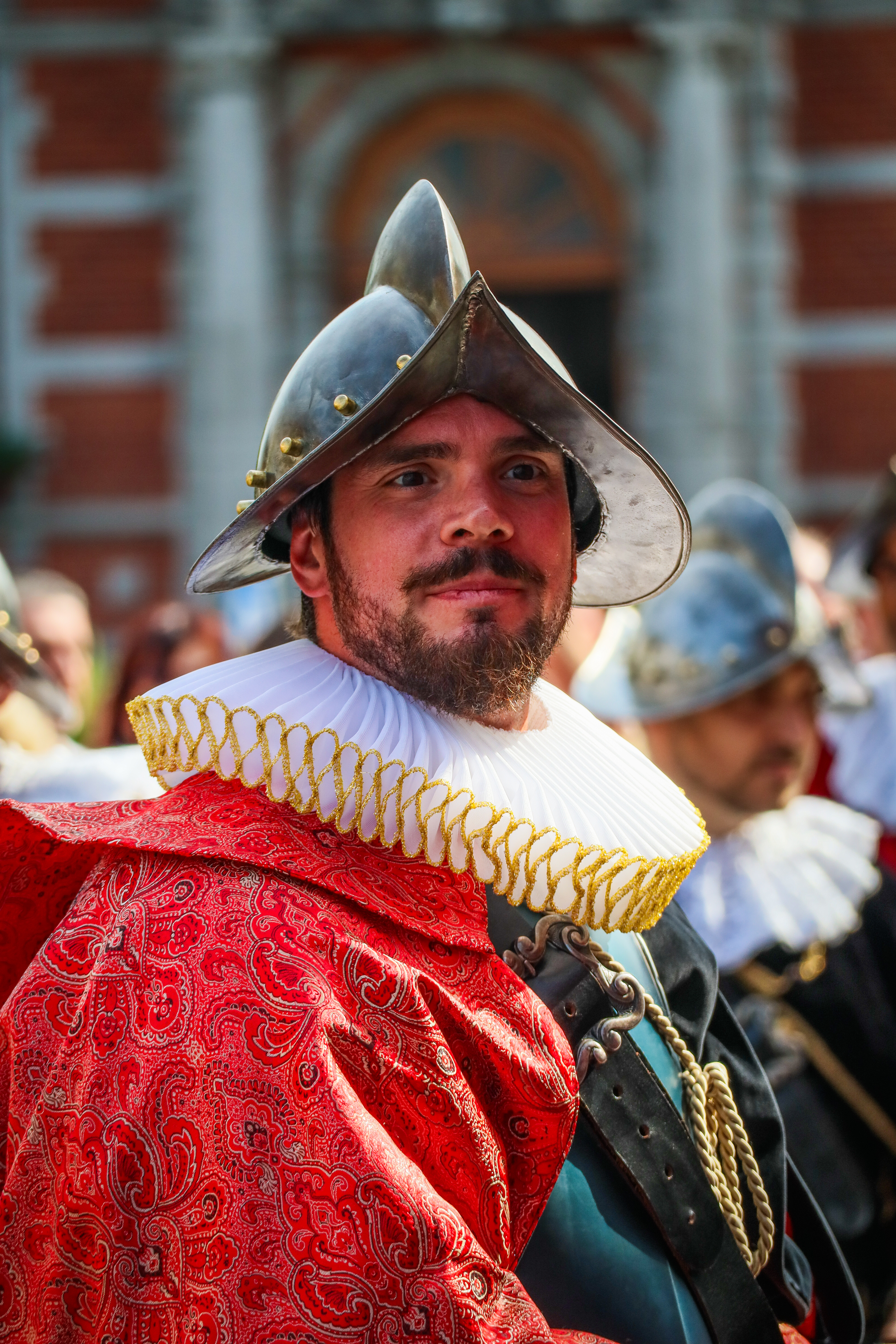
Représentation de Sébastien de Tramasure dans la procession de Fêtes historiques du Festin

Le 6 novembre 1578, une compagnie du régiment du Baron de Montigny, sous le commandement du capitaine Jean Quintin, se présente devant les murailles de la ville de Lessines alors au cœur de la Terre des Débats. Il demande que lui soient ouvertes les portes de la ville et menace un assaut et des pillages.
Le mardi 13 novembre, vers les 11 heures du soir, Quintin et sa compagnie, forte de quelques 600 à 700 arquebusiers et de 100 ou 200 mousquetaires (mousquets) tente d’entrer de force dans la ville. Ils incendient la porte d’Ancre (ou de Grammont) qui résiste aux flammes et descendent vers la porte de Pierre devant laquelle ils mettent le siège. Le faubourg extra muros est alors attaqué et pillé.
Vers 4 heures du matin, le 14 novembre, la Compagnie de la Jeunesse, exclusivement constituée d’hommes jeunes et célibataires, placée sous le commandement de Sébastien de Tramasure, sort par la porte d’Ogy (actuelle Rue de la Porte d’Ogy) demeurée intacte, pour prendre l’ennemi à revers à la porte de Pierre. Les jeunes hommes contournent la ville par le nord, les ponts ayant été supprimés au sud de la cité en prévision de potentiels troubles.
Prise par surprise, la compagnie de Jean Quintin prend la fuite ; le siège n’aura duré que cinq heures. À son issue, Tramasure remettra son épée à la statue de la Vierge qui orne la porte d’Ogy ; par la suite, elle sera connue sous le vocable de Notre-Dame de la Porte d’Ogy, la victoire lui est en effet attribuée. Du fait d'arme, il ne nous est resté que l'épée de Tramasure, prénommée Iohanni. Après expertise, l'objet semble bien dater du XVIème siècle,,.
Cet évènement fera naître les fêtes historiques du Festin 1578. Sébastien de Tramasure, interprété depuis 2017 par le lessinois Vincent Minuzzi, et sa compagnie sont représentés dans la procession du Festin ; à la fin des festivités, un rituel a lieu durant lequel il remet son épée à Notre-Dame de la Porte d’Ogy.

## Géant

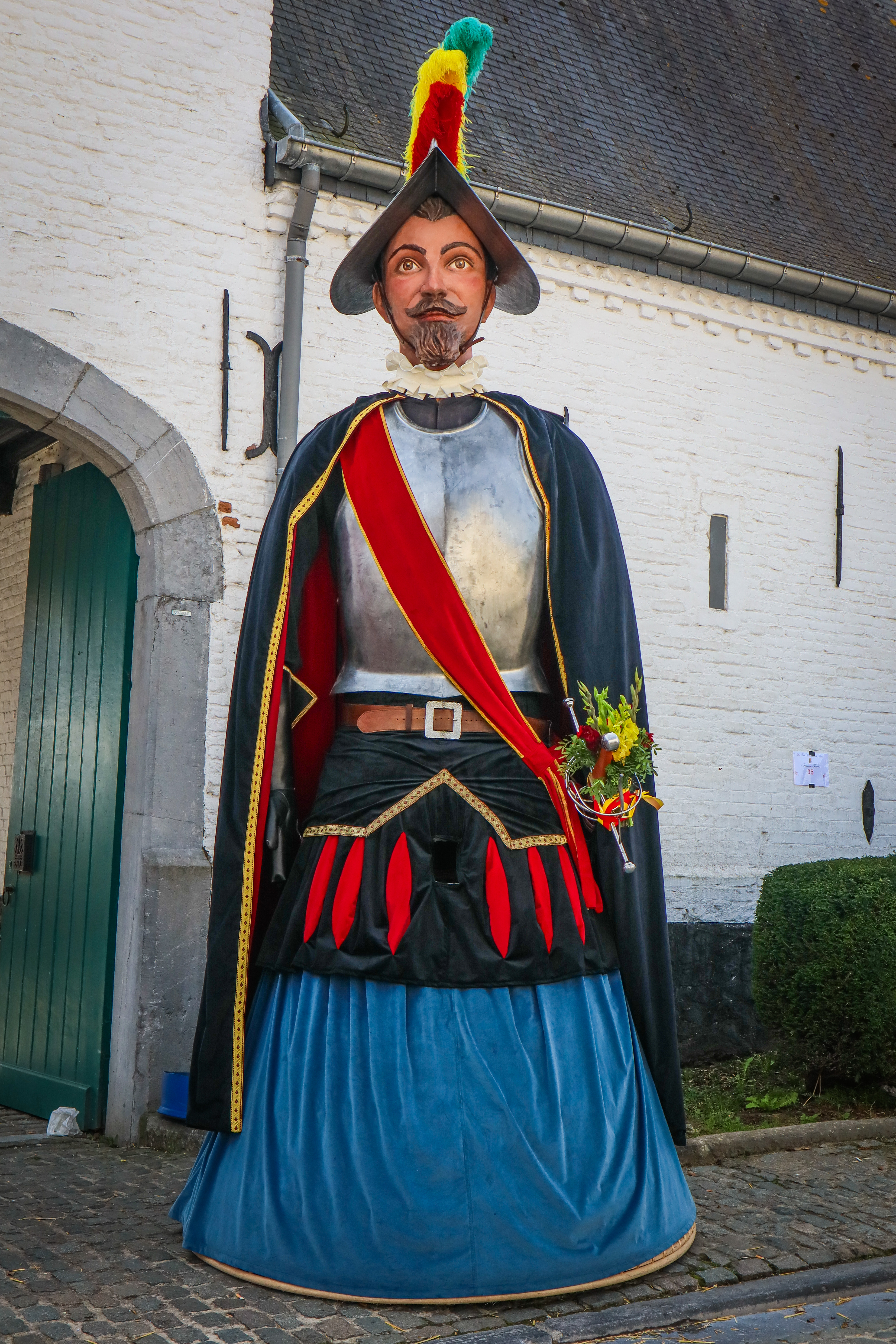
Le géant Sébastien de Tramasure

En 2008, un géant de cortèges est créé à l’effigie de Sébastien de Tramasure. Il est présenté sur la Place Alix de Rosoit, face à l’enceinte de l’hôpital Notre-Dame à la Rose, le 2 mai 2008. Il est également béni devant la chapelle Notre-Dame de la Porte d’Ogy par le doyen lessinois Gérard Deketele.
Mesurant 4,15 mètres de haut pour un poids de 110 kg, sa structure est composée de bois et d’osier tandis que sa tête a été réalisée en polyester par le sculpteur lessinois Xavier Parmentier.
Il arbore les traits du capitaine de Tramasure inspirés du tableau et du vitrail le représentant dans la chapelle Notre-Dame de la Porte d’Ogy. Le géant porte une cuirasse et un morion surmonté d’un plumet rouge, jaune et vert ; une cape noire à lisière doré à pois rouges ; une ceinture en cuir ; des manches et des gants noirs ; une épée à la garde et au pommeau argenté ; une fraise blanche ainsi qu’une écharpe rouge à lisière dorée.
En 2017, le géant Sébastien de Tramasure est rejoint par sa première épouse. Marguerite Vincq alias « Madame Tramasure » est présentée le 3 juin 2017 dans la cour des Espagnols de l’hôpital Notre-Dame à la Rose. Habillée tout de rouge, à la mode renaissance de l’époque, de même pour sa coiffure, la géante pèse 85 kg pour une hauteur de 3,82 mètres. Tout comme son mari, sa structure est en bois et en osier, sa tête a été créée par l’artiste parisien Julien Barthélémy en polyester. À chacune de ses sorties, la géante porte un nouveau bouquet de fleurs fraîches et est régulièrement recoiffée.